# Victor Emanuel Montgomery

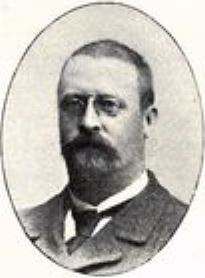
Victor Emanuel Montgomery

Victor Emanuel Montgomery, född den 22 juli 1861 i Södertälje, död den 17 oktober 1927 i Lund, var en svensk ingenjör.
Montgomery var ende son till kanalinspektoren Josias August Montgomery (1821–1891). Efter avgångsexamen från Kungliga Tekniska högskolan i Stockholm 1884 var han överingenjörsassistent vid Stockholms gasverk 1884–1888, föreståndare för Linköpings gasverk 1888–1891, verkställande direktör för Åbo stads gasverk 1891–1894, föreståndare för Malmö gasverk 1894–1900, verkställande direktör för Helsingfors belysningsverk 1900–1906 samt förste ingenjör vid Lunds gas-, elektricitets-, vatten- och kloakverk 1906–1918.
Montgomery var från 1888 gift med Anna Margareta Eriksson (1860-?). Äktenskapet var barnlöst.